# 格温·乔根森
格温·罗斯玛丽·乔根森（英語：Gwen Rosemary Jorgensen，1986年4月25日—），美国女子铁人三项运动员，参加过2012年奥运会，以1小时56分钟16秒的成绩获得2016年奥运会女子铁人三项金牌，这是美国收获的该项目首枚奥运金牌。